# 낙부통지의무
낙부통지의무(諾否通知義務)란 상법상 의무로 상인이 상시 거래관계에 있는 자로부터 그 영업부류에 속한 계약의 청약을 받은 때에는 지체 없이 낙부의 통지를 발송하여야 하고 만약 이를 해태한 때에는 승낙한 것으로 간주한다. 이는 민법이 계약의 청약만으로 상대방이 어떤 의무를 부담하지는 않는 것과 대비된다. 이는 상시거래 관계있는 계약은 관계자의 신뢰보호를 위해서 즉시 승낙통지를 하지 않고 침묵하고 있으면 승낙한 것으로 보는 것이다.

## 대한민국 상법 제53조
상인이 상시 거래관계에 있는 자로부터 그 영업부류에 속한 계약의 청약을 받은 때에는 지체없이 낙부의 통지를 발송하여야 한다. 이를 해태한 때에는 승낙한 것으로 본다.